# Travis Landon Barker
Travis Landon Barker, ameriški bobnar, * 14. november 1975, Fontana, Kalifornija, Združene države Amerike.
Bobne je začel igrati pri 4 letih. Njegova prva skupina je bila Feeble, kasneje pa je sodeloval pri ska skupini The Aquabats. Najbolj znan je po sodelovanju pri skupini Blink-182, poleg tega pa je sodeloval tudi pri več drugih projektih, med njimi +44, Box Car Racer, Transplants in Expensive Taste.
Poročen je bil z nekdanjo miss ZDA in Playboyjevo zajčico Shanno Moakler, s katero ima sina Landona Asherja.